# Johann Christian Messerschmid
Johann Christian Messerschmid (* 12. Oktober 1720 in Weißenfels; † 21. Januar 1794 in Wittenberg) war ein deutscher Pädagoge.

## Leben
Johann Christian Messerschmid, Sohn des Rektors Johann Heinrich Messerschmid, besuchte die Ratschule und das Gymnasium in Weißenfels und studierte seit dem Sommersemester 1739 an der Universität Leipzig. Hier bekam er am 23. Dezember 1741 den Grad eines Baccalaureus und avancierte am 8. Februar 1742 zum Magister der Philosophie. 1755 wurde er Rektor der Kloster- und Bergschule in Donndorf. Am 27. April 1757 wurde er zum Rektor der Stadtschule in Wittenberg gewählt und am 22. Mai feierlich eingeführt. In Wittenberg verfolgte er sein Ansinnen, sich am Hochschulbetrieb zu beteiligen.
Neben seiner Tätigkeit als Rektor immatrikulierte er sich dazu am 1. Mai 1759 an der Universität Wittenberg, erlangte am 17. November 1759 die Vorleseerlaubnis für Hochschulen als Magister legens und war am 3. Oktober 1765 Adjunkt an der philosophischen Fakultät geworden. Er trat vielfach auf dem Gebiet des Deutschen, der alten Sprachen und des Hebräischen als Schriftsteller in Erscheinung und erwarb dadurch auch den Titel eines Baccalareus der Theologie. Als Hochschullehrer hat er dabei allerdings seine Tätigkeit an der Wittenberger Stadtschule vernachlässigt, so dass es häufig über ihn Klagen gab. Er war Mitglied mehrerer Gelehrten Gesellschaften in Leipzig, Jena, Königsberg in Preußen, Bernburg, Altdorf und Augsburg.

## Werkauswahl
1. Abhandlung vom neuen Vortrag.  Leipzig 1742
2. Omnipraesentiam Dei Ab Extensione. (Resp. Johannes Samuel Heidenreich) Langenhem, Leipzig 1744. (Digitalisat)
3. Praedestinatiorum haeresis, Lutheranis falso afficta. Leipzig 1745
4. Der alten Teutschen Braut 1ste Particul. Weifsenfels 1748, 2.te Particul. Wittenberg 1762
5. Nachrichten von alten und neuen kleinen exegetischen Schriften. 4 Stücke. Leipzig 1750
6. Nachrichten von kleinen Erklärungsschriften der göttlichen Offenbahrung. 8. Stücke. Leipzig 1751–1753
7. Aesculapius..., Halle 1752
8. Hercules..., Leipzig 1753
9. Commentatio de Ambubaiis. Leipzig 1753
10. Bernhard Lamy Kunst zu reden; aus dem Französischen übersetzt von M. J. C. Al. Mit einer Vorrede von den Vorlesungen der Alten. Altenburg 1753
11. Der Polyhiftor; eine Wochenschrift, 36 Stücke. Weissenfels 1753
12. Des Herrn Augustin Calmet's biblische Bibliothek, aus dem Franzosischen übersetzt, vielfältig verbessert und durchgängig mit reichlichen Zusätzen vermehrt. Liegnitz 1754
13. Das Eigene der Völkerschaften; aus dem Franz. übersetzt. Altenburg 1754
14. Vollständiges Register übet die fünften zehen Jahre der fortgesetzten Sammlungen von alten und neuen theologischen  Sachen und Büchern von  1741 bis 1750; nebst einer Vorrede, darinnen die Geschichte dieses Journals erzählet wird. Leipzig 1754
15. Commentatio de gestatione. Jena 1755
16. Commentatio de augurio salutis. Jena 1756
17. Johann Gaichie's, Presbyters des Oratorii, Theologals zu Soissons und Mitgliedes der Akademie daselbst, Grundsätze zur geistlichen Beredsamkeit, aus dem Französischen übersetzt und mit einem Anhange einiger Abhandlungen versehen. Leipzig 1756
18. Progr. de Vulcanalibus litteratorum Romanorum lucubrationibus. Leipzig 1756
19. Cebetis Tabula, cum notis Theotiscis et Lexico. Leipzig 1757, Editio secunda, Leipzig 1773
20. De magistro Romanorum puerorum doctore. Leipzig 1758
21. Progr. IV de Romanorum erga linguam Graecam amore. Wittenberg 1759
22. Erbauliche Betrachtungen im Beichtstuhle,  oder Absolutionsformeln aus den Schriften geistreicher Gottesgelehrten.  9 Teile, Leipz. 1760–1765
23. Commentatio de mente sideque deabus. Wittenberg 1761
24. Progr. Romanus litteratus rusticus. Wittenberg 1761
25. Antiquitates balneares,  ex C. Plinii Caecilii Secundi epistolis collectae. Wittenberg 1765
26. Progr. III de Romanorum grammatice e Graecis petita. Wittenberg 1765–1766
27. Fried. Christian   Baumeister's   Denkungswissenschaft; übersetzt, mit Anmerkungen. Wittenberg 1765
28. Progr. de genio ad illustranda aliquot Horatii loca. Wittenberg 1769
29. Progr. de antiquitetibus natalitiis ex Plinii Secundi epistolis collecris. Wittenberg 1771
30. Progr. Super doctoribus doctrinam divinam corrumpentibus ad 2 Corinth. 2, 17. Wittenberg 1771
31. Progr. de sicta satiafactionis Christi cruentae origine. Wittenberg 1775
32. Progr. Lectum genialem deseripsit. Wittenberg 1775